# Đorđo Peruničić
Đorđo Peruničić (Cetinje, 4. kolovoza 1993.), crnogorski rukometaš. Igrao za Lovćen s Cetinja i Boku odnosno današnji Partizan 1949 iz Tivta. S klubom se natjecao u Challenge kupu. Povremeni je crnogorski reprezentativac.